# 애덤스-스토크스 증후군
애덤스-스토크스 증후군(Adams–Stokes syndrome) 또는 스토크스-애덤스 증후군은 간헐적으로 완전한 심장 차단이나 기타 고도의 부정맥이 발생하여 자발적인 순환이 상실되고 뇌로의 혈류가 부적절해지는 주기적인 실신이다. 이후 두 명의 아일랜드 의사 로버트 애덤스(Robert Adams, 1791~1875)와 윌리엄 스토크스(William Stokes, 1804~1877)의 이름을 따서 명명된 이 증후군에 대한 첫 번째 설명은 1717년 슬로베니아 출신의 크란스카 의사 마르코 게르벡(Marko Gerbec)에 의해 출판된 것으로 여겨진다. 일시적인 부정맥으로 인한 심박출량의 급격한 감소와 의식 상실이 특징이다. 예를 들어 완전 심장 차단으로 인한 서맥을 들 수 있다.